# Petite incisure ischiatique
La petite incisure ischiatique (ou petite échancrure sciatique) est une encoche arrondie située sur le bord postérieur de l'os coxal au niveau du bord postérieur du corps de l'ischion.
Elle se situe entre l'épine ischiatique en haut et la tubérosité ischiatique en bas. Elle est recouverte de cartilage présentant deux ou trois stries répondant aux tendons du muscle obturateur interne.
Elle est fermée par le ligament sacro-tubéral et le ligament sacro-épineux pour former un orifice ostéo-fibreux : le petit foramen ischiatique.
Elle permet le passage du muscle obturateur interne et au paquet vasculo-nerveux pudendal.